# Gerard Marín
Gerard Marín es un deportista español que compitió en vela en la clase Europe. Ganó tres medallas en el Campeonato Mundial de Europe entre los años 2002 y 2012, y una medalla en el Campeonato Europeo de Europe de 2007.

## Palmarés internacional
| Campeonato Mundial | Campeonato Mundial | Campeonato Mundial | Campeonato Mundial |
| Año                | Lugar              | Medalla            | Clase              |
| ------------------ | ------------------ | ------------------ | ------------------ |
| 2002               | Hamilton (Canadá)  | Medalla de plata   | Europe             |
| 2011               | Gravedona (Italia) | Medalla de plata   | Europe             |
| 2012               | La Escala (España) | Medalla de oro     | Europe             |
| Campeonato Europeo |                    |                    |                    |
| Año                | Lugar              | Medalla            | Clase              |
| 2007               | La Escala (España) | Medalla de bronce  | Europe             |